# Moulins-le-Carbonnel
Moulins-le-Carbonnel – miejscowość i gmina we Francji, w regionie Kraj Loary, w departamencie Sarthe.
Według danych na rok 1990 gminę zamieszkiwało 681 osób, a gęstość zaludnienia wynosiła 42 osób/km² (wśród 1504 gmin Kraju Loary, Moulins-le-Carbonnel plasuje się na 736. miejscu pod względem liczby ludności, natomiast pod względem powierzchni na miejscu 726.).